# Galaxie naine de la Grande Ourse I
Ursa Major I, également appelée galaxie naine de la Grande Ourse, est une galaxie naine sphéroïdale satellite de la Voie lactée située dans le Groupe local à environ 96,8 kpc (∼316 000 al) de notre galaxie dans la constellation de la Grande Ourse. Cette galaxie à faible brillance de surface serait l'une des moins lumineuses connues, sa magnitude absolue étant estimée à seulement -6,75, ce qui signifie qu'elle serait aussi lumineuse qu'une étoile comme Rigel et moins lumineuse que certaines étoiles de notre galaxie telles que Deneb. Constituée d'étoiles de population II (une population stellaire âgée et de faible métallicité), elle a été décrite comme semblable à la galaxie naine du Sextant.
Elle ne doit pas être confondue avec Palomar 4, un amas globulaire voisin observé en 1949 par Edwin Hubble et redécouvert en 1955 par Albert George Wilson, qui lui donna le nom de galaxie naine de la Grande Ourse avant qu'on s'aperçoive qu'il s'agit en fait d'un amas globulaire associé à notre galaxie mais particulièrement éloigné.